# Leptosphaeria mysorensis
Leptosphaeria mysorensis är en svampart som beskrevs av A. Pande 2008. Leptosphaeria mysorensis ingår i släktet Leptosphaeria och familjen Leptosphaeriaceae.   Inga underarter finns listade i Catalogue of Life.